# Тео Леоні
Те́о Лео́ні (нід. Théo Leoni; нар. 21 квітня 2000) — бельгійський футболіст, півзахисник клубу «Андерлехт».

## Клубна кар'єра
Займався футболом в системі «Шарлеруа», а 2012 року приєднався до академії «Андерлехта». 5 вересня 2017 року підписав з клубом свій перший професіональний контракт. 4 червня 2021 року продовжив контракт з «Андерлехтом» до 2022 року. 28 грудня 2021 року продовжив контракт з клубом до літа 2024 року.
14 серпня 2022 року дебютував за фарм-клуб «Андерлехт Ф'ючерз» в матчі Челленджер Про-ліги проти КМСК (Дейнзе). 16 жовтня в поєдинку проти клубу «Йонг Генк» забив свій перший гол у кар'єрі.
30 жовтня 2022 року дебютував в основному складі «Андерлехта» в матчі Про-ліги проти «Ейпена», вийшовши на заміну Амаду Діавара. 22 травня 2023 року продовжив контракт з клубом до літа 2026 року.
27 серпня 2023 року в поєдинку Про-ліги проти «Шарлеруа» забив свій перший гол за «Андерлехт».
22 серпня 2024 року в матчі кваліфікації Ліги Європи УЄФА проти мінського «Динамо» дебютував у єврокубках. 3 жовтня в поєдинку групового етапу Ліги Європи проти іспанського «Реал Сосьєдада» вперше відзначився м'ячем у єврокубках. В сезоні 2024–25 дійшов з «Андерлехтом» до фіналу Кубка Бельгії, в якому його команда в підсумку поступилась «Брюгге».

## Кар'єра в збірній
Народився в Бельгії; його батько італієць, а мати — іспанка. Виступав за збірні Бельгії до 16, до 17, до 18 і до 19 років.

## Статистика виступів
Станом на 1 травня 2025
| Клуб              | Сезон             | Чемпіонат           | Чемпіонат | Чемпіонат | Кубок | Кубок | Єврокубки | Єврокубки | Інші  | Інші | Всього | Всього |
| Клуб              | Сезон             | Дивізіон            | Матчі     | Голи      | Матчі | Голи  | Матчі     | Голи      | Матчі | Голи | Матчі  | Голи   |
| ----------------- | ----------------- | ------------------- | --------- | --------- | ----- | ----- | --------- | --------- | ----- | ---- | ------ | ------ |
| Андерлехт Ф'ючерз | 2022–23           | Челленджер Про-ліга | 19        | 1         | —     | —     | —         | —         | —     | —    | 19     | 1      |
| Андерлехт         | 2022–23           | Про-ліга            | 6         | 0         | 1     | 0     | 0         | 0         | —     | —    | 7      | 0      |
| Андерлехт         | 2023–24           | Про-ліга            | 37        | 5         | 2     | 0     | —         | —         | —     | —    | 39     | 5      |
| Андерлехт         | 2024–25           | Про-ліга            | 27        | 2         | 4     | 0     | 10        | 1         | —     | —    | 41     | 3      |
| Андерлехт         | Всього            | Всього              | 70        | 7         | 7     | 0     | 10        | 1         | 0     | 0    | 87     | 8      |
| Всього за кар'єру | Всього за кар'єру | Всього за кар'єру   | 89        | 8         | 7     | 0     | 10        | 1         | 0     | 0    | 106    | 9      |

1. ↑  Матчі в Лізі Євпопи УЄФА